# Argostemma neurosepalum
Argostemma neurosepalum är en måreväxtart som beskrevs av Reinier Cornelis Bakhuizen van den Brink. Argostemma neurosepalum ingår i släktet Argostemma och familjen måreväxter. Inga underarter finns listade i Catalogue of Life.